# John Hermann Loud
John Hermann Loud (* 26. August 1873 in Weymouth/Massachusetts; † 6. August 1959 ebenda) war ein US-amerikanischer Organist und Komponist.
Loud besuchte die Berkeley School in Boston und die Thayer Academy in Braintree. Er war Orgelschüler von Alexandre Guilmant,
der ihm das Deo Gratias aus der Sammlung Organiste Liturgiste widmete. 1896 wurde er Organist an der First Congregational Church in Springfield/Mass., von 1900 bis 1905 war er Organist an der First Congregational Church in Brookline. Danach wurde er Organist und Chorleiter der First Baptist Church in Newton Centre, schließlich Organist an der Park Church in Boston.
Daneben war Loud als Konzertorganist sowie als Orgel- und Klavierlehrer tätig. Er komponierte eine Anzahl von Orgelwerken.

## Werke
- Ecstasy - Canto Exsultatio, 1917
- Fantasie on the Old 100th, 1927
- Reverie, 1932
- Capriccio in E major
- Meditation in D-flat major
- Grand Choeur in D major
- Thistledown
- Chant Angélique
- Dominus Regnavit
- Grand Chorus in Sonata Form